# Радонка
Ра́донка — деревня в Струго-Красненском районе Псковской области России. Входит в состав сельского поселения «Марьинская волость».

## География
Находится на северо-востоке региона, в северо-западной части района, в лесной местности около д. Прусово, на руч. Раденский.
Уличная сеть не развита.

## История
Первое упоминание — 1498 г., дер. Болшая Раденка и дер. Раденка Малая Быстреевского погоста Шелонской пятины.
Согласно Закону Псковской области от 28 февраля 2005 года деревня Радонка вошла в состав образованного муниципального образования Сиковицкая волость.
До апреля 2015 года деревня Радонка входила в Сиковицкую волость.
В соответствии с Законом Псковской области от 30 марта 2015 года № 1508-ОЗ деревня Радонка, вместе с другими селениями упраздненной Сиковицкой волости, вошла в состав образованного муниципального образования «Марьинская волость».

## Население
| 2001 | 2002 | 2010 | 2011 |
| ---- | ---- | ---- | ---- |
| 9    | ↘6   | ↗7   | ↘3   |

## Инфраструктура
В 1934-41 гг. и 1944-51 гг. — колхоз «Красный комбайн», в 1950-61 гг. — бригада Радонка колхоза имени Сталина, в 1961-70 гг. — бригада Радонка колхоза имени Кирова, с 1970 г. — бригада Радонка совхоза «Первомайский». Молочнотоварная ферма Радонка совхоза «Первомайский» (1971, 1973, 1977).
Почтовое отделение, обслуживающее д. Радонка, — 181114; расположено в бывшем волостном центре д. Сиковицы.

## Транспорт
Просёлочная дорога, одна из них к д. Прусово.